# Mary Low
Mary Low foi uma poetisa, tradutora, ativista e escritora britânica conhecida por sua participação no movimento surrealista e sua militância política. Nascida em Londres, Low passou grande parte de sua vida envolvida com o Surrealismo e com causas antifascistas, atuando em diferentes países e contextos que enriqueceram seu legado literário e intelectual.
Na década de 1930, durante uma estadia em Paris, Low se aproximou dos surrealistas, tornando-se uma das vozes femininas do movimento ao lado de figuras como André Breton e Benjamin Péret. A paixão pelo Surrealismo a levou a explorar temas de liberdade, erotismo e subjetividade, além de desenvolver uma linguagem poética marcada por uma forte sensibilidade e experimentação estética. Em 1936, ao lado de seu companheiro, o poeta cubano Juan Breá, publicou La saison des flûtes, uma coletânea de poemas em francês que captura o espírito revolucionário e transgressor dos anos 30. A obra, dedicada à liberdade e ao espírito anárquico, foi inspirada pela atmosfera surrealista de Paris e pelos ideais revolucionários de sua época.